# Note de renseignements d'urbanisme
 (novembre 2018).
Si vous disposez d'ouvrages ou d'articles de référence ou si vous connaissez des sites web de qualité traitant du thème abordé ici, merci de compléter l'article en donnant les références utiles à sa vérifiabilité et en les liant à la section « Notes et références ».
La Note de Renseignements d'Urbanisme (NRU), fut créée lors d'une circulaire datant du 13 décembre 1950. Créée avant le certificat d'urbanisme, c'est un acte uniquement informatif qui n'octroie aucune garantie ni aucun droit.

## Contenu
La note de renseignement d'urbanisme indique le droit applicable au terrain au moment où elle est établie. C'est la fiche d'identité de la parcelle Les informations que la NRU contiennent sont :
- Le droit de préemption
- Les dispositions d'urbanisme
- Les servitudes d'utilité publique SUP

Elle est nécessaire lors de la vente d’une propriété sans modification de son état. Elle ne conclut pas sur la possibilité ou non de construire. Elle n'a pas de durée de validité précise sachant qu’elle donne des renseignements valables au moment précis où elle est délivrée. Elle n'est ni positive ni négative et ne crée aucun droit.

## Comment l'obtenir
L'obtention d'une NRU se fait par le biais de la mairie dans la commune ou se trouve le bien en vente. Pour cela il faut remplir un formulaire de demande renseignement d'urbanisme (CERFA no 46-0392) et à cela attacher un plan de la situation du terrain. Si la commune peut répondre à la demande, celle-ci est délivrée un mois après l'envoi du formulaire. Pour cela la mairie utilise les documents d'urbanisme opposables de la commune :
- Règlement national d'urbanisme (RNU ou carte communale)
- Plan d'occupation des sols (POS)
- Plan local d'urbanisme (PLU)

Depuis la réforme de l'urbanisme entrée en vigueur le 1er octobre 2007, la NRU n'est plus reconnue comme un document administratif créateur de droit, mais comme un simple document d'information. De ce fait, les mairies, en particulier dans zones rurales, ne possédant pas toutes un service d'urbanisme ou les compétences internes pour réaliser la NRU, peuvent refuser de fournir l'acte. C'est pourquoi la NRU est aujourd’hui un acte essentiellement privé, délivré par les cabinets d’urbanisme et les géomètres experts sous leur propre responsabilité.

## CU et NRU
Le Certificat d’Urbanisme et la Note de Renseignement d’Urbanisme sont tous deux des documents qui ont vocation à informer sur l’état du droit applicable à un terrain en matière d’urbanisme. Néanmoins le CU est un acte administratif, alors que la NRU est aujourd’hui un acte essentiellement privé, délivré par les cabinets d’urbanisme et les géomètres experts.
Comme le CU  est légiféré par le code de l’urbanisme, il est censé répondre :
- aux dispositions d’urbanisme
- aux limitations administratives en matière de propriété
- au régime des taxes et participations
Mais il est freiné dans son évolution par la lourdeur de lapyramide administrative.
Quant à la NRU, elle n’a pas d’obligation légale de contenu et demeure libre dans son élaboration. De ce fait, sa perspicacité reste dépendante du tempérament de son rédacteur. Ses sources sont autant communales, qu’intercommunales qu’étatiques, et elle a le bénéfice d'être un document  très flexible et adaptable dans son évolution.
Contrairement à la NRU qui n’est qu’un document d’information, le CU – acte créateur de droit - offre une véritable force dans la stabilisation des règles d’urbanisme pour une durée de 18 mois. Toutefois, cette cristallisation montre ses limites car elle ne s’applique ni au DPU ni aux règles relatives à la sécurité et à la salubrité publique (PPRNMT, installations classées…).
En dépit du caractère purement informatif et privé de la NRU, celle-ci est traité dans des délais beaucoup plus bref (une semaine en moyenne ou dans la journée selon l’urgence), et ne risque pas d’être tacite à l’instar du CU !
En conclusion, il ne faut pas chercher à opposer le CU à la NRU, car chacun a une fonction bien distincte selon les besoins du notaire.

La NRU offre un point complet sur le droit du sol, elle est idéale dans le cadre d’une mutation sans modification de son état. Sa rapidité, l'expertise et la garantie de la responsabilité civile de son rédacteur en sont ses atouts.

Quant au CU, il est nécessaire pour sa fonction stabilisatrice, principalement lors d’une intention de construction ou d’aménagement, mais reste trop vague dans son rôle d’information.